# 니탕개의 난
니탕개의 난(尼湯介 ── 亂)은 1583년 조선 6진 회령 지방에서 야인여진의 니탕개가 일으킨 난이다. 이는 임진왜란 직전 조선이 직면한 최대 규모의 전란이였으며, 조선은 이 이후 문제로 거론된 여러 방위 체제를 재검토하여 진관 체제에서 제승방략으로 전환하게 되는 계기가 되었다.

## 개요
니탕개(尼湯介)는 자신의 부족 등을 규합해 대규모로 아산보(阿山堡)와 경원진(慶源鎭) 일대를 침입했다. 당시 조선의 변방 장수들의 횡포와 여진족 내부의 세력 다툼이 원인이었다. 니탕개와 조선의 전투는 장장 7개월 동안 진행되었다. 당시 니탕개 세력의 규모는 최대 3만여 명에 달했다. 그리고 전투의 과정에서는 양군의 충돌뿐만 아니라 외교적 교섭이 진행되기도 했다. 하지만 외교적 교섭은 조선과 니탕개 양측에서 원하는 바를 동시에 달성할 수 있는 방안을 도출하지 못했다. 결국 니탕개군은 방원보(防垣堡) 전투에서 조선군에 크게 패배했다. 방원보 전투를 마지막으로 니탕개의 난은 종료되었다.

## 역사적 배경
조선은 세종 시기의 북방 개척 이후에도 지속적으로 함경도쪽 방위에 신경을 써 왔다. 4군 6진 중 유지의 어려움으로 인해 4군을 폐한 이후에도(폐사군) 두만강 유역의 6진의 방위에 있어서는 매우 단호한 태도를 보여왔다. 그러나 이시애의 난과 이후 벌어진 요동의 건주 여진 토벌 이후부터 건주 여진과의 조공 관계가 끊어졌고, 중종대 이후 해서 여진 및 야인 여진과의 조공 관계도 단절되어 여진족에 대한 정세를 원활하게 파악할 수 없었다.
니탕개의 난이 일어나던 1583년은 이러한 누르하치가 본격적으로 여진족 내에서의 세력 다툼에 참여한 시기로, 명나라의 막대한 지원을 받던 누르하치의 세력 팽창은 여진족들 내부의 정세를 크게 변화시켰다. 그 과정에서 조선 근처에 거주하던 일부 번호들은 마침 몰아닥친 흉년으로 인한 식량 부족과 세력 다툼 등을 이유로 세력을 결집하여 조선을 공격할 생각을 가지게 되었다.

## 진행과정

### 1차 전역(1월 28일 ~ 2월 16일) - 경원진 전역
1월 28일, 여진족 세력은 1만여명에 달하는 휘하 부족들을 이끌고 경원진을 공격한다. 당시 경원진 일대의 조선군 방위 전력은 435명 정도로 추정된다. 당연히 조선군은 상대가 될수 없어 수성전에 전념할 수밖엔 없었다. 그러나 경원 부사 김수와 안원보 판관 양사의는 제각각 방위 구역을 정하고 방어전에 들어가나 서문을 맡았던 전 만호 이봉수가 여진족 군세의 규모를 보고 달아나는 바람에 서문이 돌파당했고 성 대부분이 약탈당하게 된다. 그래도 무기고 및 식량 창고와 같은 주요 거점만은 조선이 끝까지 지켜내자 여진족은 일시적으로 철수한다.
다음날, 여진족은 무기고를 노리고 재차 공세를 가했으나 조선은 전날과는 다르게 강하게 반격해 왔으며, 때마침 온성 부사 신립이 합세하여 공격해오자 여진족은 패퇴하였다. 
2월 9일, 후퇴했던 여진족은 재차 전력을 정비해 훈융진을 공격한다. 훈융진 역시 방어시설이 체계적으로 설치되어 있었기 때문에 니탕개는 다시 후퇴할 수밖에 없었다.

### 2차 전역(5월 5일 ~ 7월 19일) - 종성진 전역
한동안 소강상태가 지속되었으나 니탕개가 3개월 후 종성진(鐘城鎭)을 침입하면서 2차 전투가 시작되었다. 2차 전투는 종성진 일대만이 아니라 회령(會寧)과 경원 일대까지 전선이 확대되면서 규모가 확장되었다.
종성진은 당시 6진 중에서도 최북단의 진영이었던데다 종성진 후방의 행영을 지나면 두만강 하류까지 바로 통할 수 있고, 이는 곧 여진족이 함경평야까지 진출할 수 있다는 것을 뜻하기에, 종성진에 대한 공격은 조선에게는 사건의 확대를 가져올 수 있는 위험한 것이었다. 이에 조선은 승자총통을 비롯해서 모든 화포를 쏘아대며 방어하였고, 여타 진영의 구원군이 올 때까지 수비에 전념하였다. 여기에 호정이라는, 니탕개와 사이가 좋지 않던 여진족 세력이 조선에 가담했는데, 니탕개 세력이 종성진을 공격할 때 니탕개 세력의 본거지를 불태우고 견제하여 종성진에 대한 공격은 제대로 이루어지지 못하고 철수했다.
이후 니탕개는 세력을 정비하여 5월 13일 약 1천여 명의 기병으로 종성을 재차 공격했으나 패퇴했고, 5월 16일에는 동관진과 방원보를 상당한 병력을 모아서 당시 방원보를 공격한 여진족이 약 5천여명으로 전하는데 공격에 실패한다. 그러자 니탕개는 19일에 2만(또는 3만여)에 달하는 병력을 모아 동관진 한 곳을 집중공격하였는데, 종성진 공격 때와 마찬가지로 이 사실을 투을지가 조선에 밀고하여 조선군이 사전에 험지를 방어해 실패했다.
두 번의 전투에서 패배했던 니탕개는 조선측에 타협안을 제시했다. 조선에서 자신을 침입자로 대하지 않는다면 전투를 중지하고 물러가겠다는 내용이었다. 하지만 조선에서는 니탕개의 본심을 신뢰할 수 없다며 그의 제안을 거절했다. 니탕개는 다시 조선에 항복을 요청했지만 조선에서는 받아들이지 않고, 그를 잡아서 죽이려다가 실패한다.
니탕개는 다시 2만명의 군사를 정비해 7월 19일 방원보를 공격했다. 하지만 방원보 동쪽에는 두만강의 하천이 흐르고 있었고, 남동쪽으로는 산맥이 자리 잡고 있어서 천혜의 요새였다. 이러한 지형을 무리하게 공격했던 니탕개군은 조선군의 체계적인 반격에 퇴각할 수밖에 없었다.
1583년(선조 16) 정월부터 7개월에 걸쳐 진행되었던 니탕개의 난은 방원보 전투를 마지막으로 종료되었다.

## 결과
니탕개의 난은 임진왜란 이전 조선이 직면한 최대의 군사적 위협이었으며, 이는 조선이 전기에 비해 군사력이 문제가 많고 크게 약화되었음을 인식하게 하는 최초의 전역이었다. 특히 이때의 조선은 병력 부족으로 인해 고민했다. 조선이 이에 대응책으로 삼은 것은 총통, 특히 승자총통이었다. 당시 승자총통은 사찰에서 종을 몰수해 녹여서 총통 제조에 활용했다. 
또한, 만 단위 이상의 외적은 기존의 진관 체제가 상정한 외적의 규모 이상이었으며, 이에 대응하여 경장, 즉 수도에서 내려온 장수가 함경도 전체의 군을 지휘 통솔하여 막아낸 것이 제승방략의 체제로 완전히 굳어진다. 대규모 외침에 대응하여 도 단위 이상의 군을 통합하여 방어하고, 이 지휘를 한성에서 내려온 경장이 한다는 제승방략이 완전하게 정리된 것이다.

## 참고문헌
- 강성문, 「조선시대 여진정벌에 관한 연구」, 『군사』18, 국방부 전사편찬연구소, 1989.
- 김구진, 「조선전기 대여진 관계와 여진사회의 실태」, 『동양학』14, 단국대학교 동양학연구소, 1984.
- 송우혜, 「조선 선조조의 니탕개란 연구」, 『역사비평』72, 역사비평사, 2005.
- 윤호량, 「선조 16년(1583) ‘니탕개의 난’과 조선의 대응」, 『군사』82, 국방부 군사편찬연구소, 2012.
- 최호균, 「조선중기 대여진 관계의 연구」, 성균관대학교 사학과 박사학위논문, 1995.